# Que Me Voy a Quedar
„Que Me Voy a Quedar” (în limba română: „Am de gând să rămân”) este un cântec al interpretei mexicane Paulina Rubio. Acesta fost compus de Cachorro López pentru cel de-al optulea material discografic de studio al artistei, Ananda. „Que Me Voy a Quedar” a fost lansat ca cel de-al patrulea single al albumului în luna octombrie a anului 2007, fiind confirmat de web site-ul spaniol Los40.com.
Piesa a beneficiat de un videoclip și de o campanie de promovare, materialul fiind compus dintr-o serie interpretări susținute de Rubio în Spania, în cadrul turneului său mondial Amor, Luz y Sonido.

## Lista cântecelor
Descărcare digitală
1. „Que Me Voy a Quedar” — 3:20

## Reflist
1. 1 2  en  Ultratop.be. „Que Me Voy a Quedar”. Accesat la data de 18 iulie 2009
2. ↑  en  Amazon. Ananda. Accesat la data de 5 iulie 2009.
3. 1 2  es  Los40.com. „Noul videoclip al Paulinei Rubio”. Accesat la data de 19 iulie 2009.